# Basi Aje Tado
Die Basi Aje Tado, auch Basi Wako Tado, Bassi Adje-Tado, Bassi Wakko-Tado, Boelo-Tado oder Bulu Tado genannt, ist eine Lanze aus Indonesien.

## Beschreibung
Die Basi Aje Tado hat einen geraden, hölzernen Schaft. Die Klinge ist schmal und blattförmig. Der Schaft ist von der Klinge bis zum Heftende mit dünnem Seil aus Pflanzenfasern umwickelt. Im hinteren Drittel ist ein langes Seil befestigt, das am Ende mit zwei Schlingen ausgestattet ist. Das Seil ist am Schaftende, das dünn und spitz ausgearbeitet ist, nochmals befestigt, aber lösbar. Diese Befestigung dient dazu, dass das Seil beim Gebrauch die Bewegungsfreiheit nicht stört und dass es sich nicht verheddert.
Bezeichnung der Bauteile (indones.):
- Mata = Klinge
- Tentengang oder Cappagakang = Schaft
- Sipi = Schlingenknoten am Seil
- Tulu Tado, Otere Tado oder Ula Kulang = Schlinge am Seil